# Rocca Susella
Rocca Susella (lombardul: La Roca) település Olaszországban, Lombardia régióban, Pavia megyében. Lakosainak száma 224 fő (2023. január 1.). Rocca Susella Borgo Priolo, Godiasco, Montesegale, Rivanazzano Terme, Torrazza Coste és Retorbido községekkel határos.

## Népesség
A település lakossága az elmúlt években az alábbi módon változott:
| Lakosok száma | 212  | 214  | 224  |
|               | 2017 | 2018 | 2023 |